# Euphrasia vestita
Euphrasia vestita là loài thực vật có hoa thuộc họ Cỏ chổi. Loài này được Callen mô tả khoa học đầu tiên năm 1940.